# Henric Gustaf Wrangel
Henric Gustaf Wrangel, född 1667, död efter 1716, var en svensk militär.
Henric Gustaf Wrangel var son till major Moritz Wrangel och Christina Vellingk. Han blev kapten i holländsk tjänst 1697, överstelöjtnant vid Stralsundska infanteriregementet 1711 och var överste och tillförordnad chef för garnisonsregmenetet i Stade 1715–1716. Wrangel var samtidigt chef för den svenska "sammanstötta" bataljonen i Stade 1715.